# 경찰서를 털어라
《경찰서를 털어라》(영어: Blue Streak)는 1999년 개봉한 미국의 버디 경찰 액션 코미디 영화이다. 레스 메이필드가 연출하고, 마틴 로런스, 루크 윌슨, 데이브 셔펠, 피터 그린, 윌리엄 포사이스 등이 출연하였다.
1999년 9월 17일 북미 관객수 1위를 하며 컬럼비아 픽처스에 의해 개봉하였다. 평단 반응은 엇갈렸으나 극장가 흥행에 성공하였으며 사운드트랙 앨범은 미국 음반 산업 협회로부터 골드 인증을 받았다.
2024년 10월 25일 로런스가 그대로 주인공으로 나오는 속편 영화의 제작이 발표되었다.

## 줄거리
보석 전문 털이범 로건. 이날도 공사 중인 건물 안에 숨겨져 있는 다이아몬드를 하나 훔치려고 잠입하지만 공범이 배신한다. 결국 로건은 다이아몬드를 건물 한구석에 숨겨 놓고 경찰에 체포된다.
2년 후 만기 출소를 한 로건은 숨겨둔 다이아몬드를 찾으러 다시 건물을 찾는데, 아뿔싸, 완공된 건물을 하필 로스앤젤레스 경찰국이 차지하고 있다. 졸지에 경찰서를 털어야 하는 중대한 임무를 맡게 된 로건은 고심 끝에 새로 발령을 받은 신참 형사로 위장 잠입하는 데 성공한다.
그런데 화장실에서 본의 아니게 범죄자 한 명을 잡은 일을 계기로 간부들 눈에 띄고, 정신을 차려 보니 경찰들과 나란히 현장 출동을 하고 있다. 더군다나 현장을 뛰어다니면서 의도치 않은 공적도 많아져 승진까지 하게 된 상황. 여기에 마약 사건에까지 연루되면서 로건의 일은 점점 꼬여만 간다.

## 출연진
- 마틴 로런스 - 마일스 로건 / 멀론 형사 역
- 루크 윌슨 - 칼슨 형사 역
- 데이브 셔펠 - 털리 역
- 피터 그린 - 디컨 역
- 윌리엄 포사이스 - 하드캐슬 형사 역
- 그레이엄 베컬 - 리조 부서장 역
- 로버트 미란다 - 글렌피디시 형사 역
- 올레크 크루파 - 장 라플뢰르 역
- 사베리오 게라 - 베니 역
- 리처드 C. 서레이피언 - 루 삼촌 역
- 태멀라 존스 - 재니스 역
- 훌리오 오스카르 메초소 - 디애즈 형사 역
- 스티브 랭킨 - FBI 요원 그레이 역
- 카먼 아젠지애노 - 페넬리 서장 역
- 존 호크스 - 에디 역
- 옥타비아 스펜서 - 쇼나 역
- 니콜 아리 파커 - 멀리사 그린 역
- J. 케네스 캠벨 - FBI 지부장 피터슨 역
- 프랭크 메드라노 - 프랭크 역

## 시청 등급
- 대한민국: 12세이상 관람가

## 우리말 녹음
KBS 성우진 (2002년 2월 9일)
- 김영민 - 마일스(마틴 로런스)
- 조달호
- 탁원제
- 김규식
- 김정호
- 조동희
- 안종익
- 서광재
- 오인성
- 정미경
- 김영진
- 주유랑
- 변영희